# Aérodrome de Thionville - Yutz
L’aérodrome de Thionville - Yutz (code OACI : LFGV) est un ancien aérodrome, situé sur la commune de Yutz à l’est de Thionville , en Moselle (région Lorraine, France). 

## Histoire
Utilisé à l'origine par l'armée de l'air sous la désignation de Base aérienne 138 Thionville. 

En 1941, une unité d'entrainement de la Luftwaffe, la Flugzeugführerschule A/B 124, y est basée.
Après-guerre, l'aérodrome prend une vocation civile et abrite l'Aéro-club de la Basse Moselle.

## Fermeture
Fermé à toute circulation aérienne depuis le 1er août 2011 par un arrêté du 27 mai 2011 de la Ministre de l'Écologie, de l'Énergie, du Développement durable et de l'Aménagement du territoire, le conseil d'état annule la décision le 22 mai 2012.
L'aérodrome est ensuite définitivement fermé. Un complexe de loisirs nommé l'Aéro-parc prend sa place en 2013.

## Activités
- Aéroclub de la Basse Moselle